# Bartolomé Mitre
Bartolomé Mitre (Buenos Aires, 26 de junio de 1821-Buenos Aires, 19 de enero de 1906) fue un político, militar, historiador, escritor, periodista y estadista argentino. Fue presidente de la Nación Argentina entre 1862 y 1868, y gobernador de la Provincia de Buenos Aires entre 1860 y 1862. Fue uno de los líderes del Partido Unitario, el cual proponía la hegemonía de la ciudad de Buenos Aires sobre el resto de las provincias. Fue vencedor en la decisiva batalla de Pavón en 1861 durante las guerras civiles argentinas, la cual puso fin a la Confederación Argentina y consolidó la unificación del país. Al asumir la presidencia al año siguiente, se convirtió así en el primer presidente constitucional en gobernar una Argentina unificada.
Fue fundador y líder del Partido Nacionalista, del Partido Liberal, de la Unión Cívica –con la que organizó la Revolución del Parque– y de la Unión Cívica Nacional. En 1870 fundó el diario La Nación, uno de los más antiguos del país, el cual continúa activo. Sus libros de historia conformaron la llamada «historia mitrista», considerada como la «historia oficial» de la visión liberal-conservadora. Entre sus libros se destacan Historia de San Martín y de la emancipación sudamericana e Historia de Belgrano y de la Independencia Argentina, que constituyeron las primeras obras de la Guerra de la Independencia Argentina y de la historia argentina.

## Biografía

### Infancia
Bartolomé Mitre nació en la ciudad de Buenos Aires, en la esquina de Suipacha y Lavalle, el 26 de junio de 1821 y fue bautizado en la iglesia de San Nicolás. Fue hijo de Ambrosio Estanislao de la Concepción Mitre y Josefa Martínez Whertherton; sus hermanos fueron Emilio y Federico Mitre.
Su padre descendía de Ventura Demetrio Mitropoulos, un veneciano de origen griego, que había llegado a Buenos Aires a finales del siglo XVII. Con su familia se trasladaron cuando aún era niño a Carmen de Patagones. Su padre se desempeñó como tesorero del fuerte hasta mediados de 1827 cuando, tras finalizar la guerra del Brasil en esa zona, decidieron volver a Buenos Aires.
En 1829 se alojó en la estancia de Gervasio Rosas, hermano de Juan Manuel de Rosas y amigo de su padre. Aunque el objetivo de la familia era que se formara como hombre de campo, Mitre se interesó más por los libros y la literatura. Al poco tiempo Gervasio Rosas lo devolvió a su hogar con las siguientes palabras:

«Dígale a Don Ambrosio que aquí le devuelvo a este caballerito, que no sirve ni servirá para nada, porque cuando encuentra una sombrilla se baja del caballo y se pone a leer».

### Juventud
En 1831, se trasladó con su familia a Montevideo, Uruguay, donde cinco años después se inscribió en la Escuela Militar de Montevideo. Allí estudió artillería, alcanzando el grado de alférez en 1839 y publicó sus primeros poemas y escritos periodísticos en varios diarios, entre ellos El Iniciador, de Andrés Lamas y Miguel Cané (padre), quienes se contaban entre los proscriptos por el régimen de Rosas. Perteneció al Partido Colorado y, en diciembre de dicho año, participó en la batalla de Cagancha en las filas de Fructuoso Rivera. La familia Mitre se trasladó entonces a la ciudad de Canelones, donde el padre fue nombrado tesorero general por el gobierno provisional del Uruguay.
El 6 de diciembre de 1842, ya capitán, estuvo entre los derrotados de la Revolución de Rivera en la batalla de Arroyo Grande. Participó del Sitio grande de Montevideo, oportunidad en la que conoció a Giuseppe Garibaldi, a quien admiró.
En 1846, un conflicto con Rivera lo obligó a huir de Montevideo y se dirigió a Bolivia, donde fue contratado para armar y organizar la artillería del ejército. Mitre se sumó al círculo social y político del presidente general José Ballivián como jefe de su estado mayor, y actuó en varias ocasiones contra la oposición. Su actuación fue destacada y, al respecto, el presidente dijo:

«Ha trepado con sus cañones a eminencias que hasta ahora sólo las águilas han visitado».

Más tarde, el gobierno de Bolivia declaró al jefe argentino «benemérito en grado heroico y eminente de la República». Pero finalmente Ballivián fue derrotado y Mitre terminó expulsado, con un plazo de dos horas para salir del país.
En la segunda mitad de 1847, se trasladó nuevamente a Bolivia, pero en 1848 fue deportado por Manuel Isidoro Belzú al Perú, donde fue nuevamente deportado, ahora a Chile. Allí fue corredactor de Juan Bautista Alberdi, director de El Comercio de Valparaíso, y publicó para Manuel Blanco Encalada y Thomas Cochrane.
A su labor en El Comercio, Mitre agregó, estando en Santiago de Chile, un nuevo trabajo como redactor del periódico de Domingo Faustino Sarmiento, El Progreso, desde donde pregonó la indivisibilidad territorial de la soberanía americana, defendió el derecho de pensamiento de los extranjeros (siempre que no atentasen contra la soberanía de los países que los acogían) y la democracia en un sentido integral, y emprendió campañas para mejorar social y económicamente al pueblo. Más tarde, se convirtió en el nuevo dueño del periódico, y desde sus páginas participó del debate político en ese país. En 1851, apoyó la Revuelta de los liberales contra el presidente chileno electo Manuel Montt, lo que le valió ser expulsado del país.

## Carrera política en Buenos Aires

### Acuerdo de San Nicolás, campaña contra los indígenas y oposición a Urquiza
Después del derrocamiento de Juan Manuel de Rosas, fue uno de los líderes de la oposición porteña contra el Acuerdo de San Nicolás, que determinaba la forma en que se sancionaría la Constitución argentina de 1853. Fue expulsado por Justo José de Urquiza, pero regresó varias semanas más tarde y participó en la revolución del 11 de septiembre contra el sistema federal que estaba previsto que se impusiera en la Convención Constituyente, patrocinada por Urquiza.
Tuvo un lugar destacado en la defensa contra el sitio que impuso a la ciudad el ejército federal entre 1852 y 1853, ocasión en que fue herido gravemente en la frente. En un enfrentamiento, Mitre se expuso a un flanco vulnerable a la espera del sargento mayor Martín Arenas, quien se habría demorado. Entonces, un proyectil impactó en la escarapela de su quepis, que había sido cosida por su esposa Delfina, amortiguando el golpe y salvándole la vida. Sin embargo, el evento implicó un serio riesgo para la salud de Mitre. La bala atravesó la escarapela de mostacilla y el galón de su insignia de coronel, produciédole una fractura frontal de cráneo. Ireneo Pontela fue quien tomó dimensiones de la gravedad de la herida y realizó las curaciones necesarias para salvarle la vida.
Ocupó los cargos de miembro de la Legislatura provincial y ministro de Guerra, de Gobierno y de Relaciones Exteriores del Estado de Buenos Aires.
En mayo de 1855, organizó una campaña contra los indígenas, buscando las tolderías de los mismos más allá del arroyo Tapalqué, en el sur de la provincia, al frente de una división de las tres armas desde Azul. Pero el ataque nocturno que había planeado derivó en un combate a plena luz del día, en que los indígenas utilizaron la táctica de retirada fingida para obtener una victoria. El ejército de Mitre, sitiado por los indígenas, debió huir de noche y a pie, abandonando la artillería y gran parte de los caballos, y habiendo sufrido 17 muertes y 234 heridos.
En enero de 1856, Mitre y sus hombres persiguieron a partidarios de Urquiza dentro del territorio santafesino –cerca de la actual Villa Constitución– en un acto que fue considerado como una invasión, y que reactivó los conflictos del Estado de Buenos Aires con la Confederación.

### Batalla de Cepeda y Pacto de San José de Flores

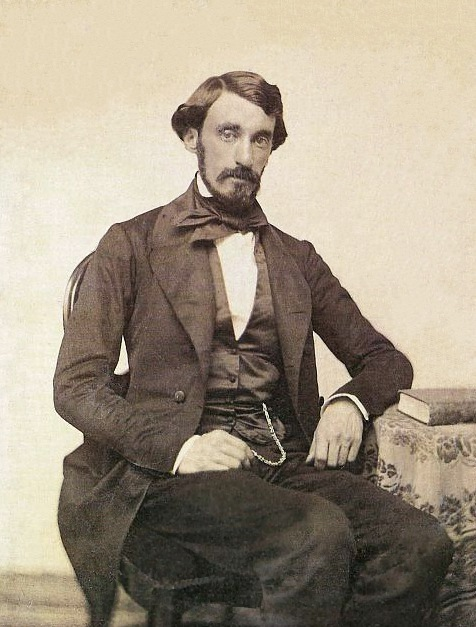
Bartolomé Mitre en la época del Estado de Buenos Aires. Daguerrotipo existente en el Museo Histórico Nacional.

En 1859, siendo ministro de Guerra, comandó el ejército provincial; la Legislatura le ordenó invadir la provincia de Santa Fe, ocasión en que enfrentó al general Urquiza en la batalla de Cepeda.
El ejército porteño operaba desde San Nicolás de los Arroyos; contaba con 9000 hombres –de los cuales, 4700 eran infantes y 4000 jinetes– con 24 piezas de artillería, bajo el mando directo de Mitre. Las fuerzas porteñas estaban muy disminuidas porque gran parte de sus tropas debían proteger la frontera de su provincia de las invasiones de los indígenas, algunos de los cuales –como Juan Calfucurá– eran aliados de Urquiza, y sus incursiones formaban parte de la estrategia de éste.
El ejército de la Confederación, dirigido por Urquiza, inició la campaña hacia Buenos Aires desde Rosario; estaba formado por 14 000 hombres –de los cuales 10 000 eran de caballería y 3000 de infantería– con 35 cañones y obuses; varias divisiones de indígenas ranqueles figuraban como auxiliares.
El 23 de octubre se inició la Batalla de Cepeda: la ventaja inicial favoreció a la infantería porteña, pero un hábil uso de la caballería por parte de Urquiza le permitió tomar la ofensiva, e incluso tres batallones porteños fueron destruidos. Una maniobra de flanco ordenada por Mitre desorganizó toda la formación, y la noche detuvo la batalla cuando la victoria de la Confederación era ya evidente.
Los porteños tuvieron 100 muertos, 90 heridos y 2000 prisioneros, además de perder 21 cañones. Los nacionales tuvieron 300 bajas fatales. En medio de la noche, Mitre comandó una ordenada retirada hacia San Nicolás, donde llegó pasado el mediodía siguiente con sólo 2000 hombres. Carlos D'Amico relató que –si bien jamás ganó una batalla– lo cierto es que las retiradas de Mitre, como las de Cepeda, salvaron muchas vidas. A continuación embarcó todo su ejército, y –tras un breve combate– logró trasladarlo a Buenos Aires. Al llegar a la ciudad, arengó al pueblo con una notoria falsedad: 

Os devuelvo intactas las legiones que me confiasteis.

Mitre se puso al frente de la defensa, pero el avance de Urquiza sobre Buenos Aires resultó imparable. Gracias a la mediación de Francisco Solano López, hijo del presidente del Paraguay, se logró la renuncia del gobernador Valentín Alsina, y la firma del Pacto de San José de Flores, por el cual Buenos Aires se reincorporaba a la Confederación, reservándose el derecho de proponer reformas a la Constitución. La reforma constitucional de 1860, sancionó la forma en que la provincia se reincorporaría a la Nación.

### Gobernador de Buenos Aires
En 1860, Mitre fue elegido gobernador de la Provincia de Buenos Aires, con el encargo de terminar el proceso de incorporación de la provincia en la Nación Argentina. Presionó sobre el presidente Santiago Derqui y obtuvo una modificación de las cláusulas del Pacto de San José de Flores, en junio de 1860, por el que Buenos Aires conservaba el manejo de la aduana por un tiempo determinado, pero se comprometía a entregar 1 500 000 pesos mensuales a la Confederación. Derqui mantuvo relaciones muy cordiales con el gobernador porteño, e incluso incorporó dos de los ministros de éste –incluido el de Hacienda, clave en las circunstancias que atravesaba su gobierno– a su gabinete nacional. También prometió a Mitre permitir a Buenos Aires la elección de sus diputados nacionales de acuerdo a la ley porteña, y no de acuerdo a la Constitución y a la ley nacional. También otorgó a Mitre el grado de general de la Nación.
En 1861, el presidente Derqui ordenó la intervención federal en la provincia de San Juan, debido al asesinato del gobernador. La intervención terminó con la derrota militar de los insurrectos y el fusilamiento del gobernador rebelde, Antonino Aberastain. El gobierno y la prensa de Buenos Aires –que habían festejado la muerte del gobernador legal derrocado– exigieron a Derqui el castigo del interventor federal, Juan Saá, y la reposición de los liberales en el gobierno sanjuanino. Mitre calificó el episodio como «el último estertor de la barbarie y la violencia».
Las relaciones entre Buenos Aires y el gobierno nacional se cortaron abruptamente, y los ministros porteños se retiraron del gobierno. El gobierno porteño dejó de pagar las contribuciones –que estaba cumpliendo con mucho retraso– a las que se había comprometido, con lo cual pensaba ahogar económicamente a la Nación.
No obstante, los diputados por la provincia de Buenos Aires, elegidos por circunscripciones uninominales, tal como disponía la ley porteña, se presentaron a incorporarse al Congreso. Pero el 13 de abril, los diputados porteños fueron rechazados por no haber sido elegidos según la ley nacional. Inmediatamente, se retiraron también los senadores electos, y Mitre anunció que no realizaría nuevas elecciones.

### Batalla de Pavón

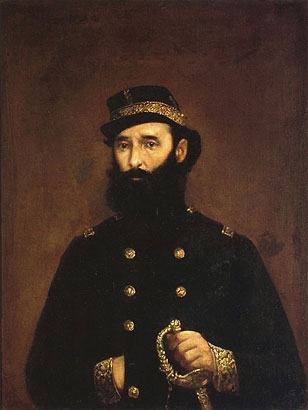
Mitre en la época de la Batalla de Pavón, óleo de Ignacio Manzoni, Museo Mitre.

Derqui se instaló en Córdoba, donde organizó un ejército. Los dos bandos se prepararon para la guerra; Mitre se puso al frente del ejército porteño: quería la guerra a toda costa, ya que creía contar con fuerzas suficientes para triunfar; había incorporado a las mismas un gran número de mercenarios, reclutados en Europa por Hilario Ascasubi, y a la mayor parte de las fracciones de indígenas ranqueles.
Las fuerzas porteñas estaban mejor armadas y más disciplinadas que las nacionales, y su inferioridad numérica no parecía excesiva: 15 400 porteños contra 17 000 nacionales. El 22 de agosto de 1861 las relaciones entre Buenos Aires y la Confederación se rompieron. El 17 de septiembre de 1861 Mitre se preparaba y esperaba en la estancia de la familia Rueda, en la provincia de Santa Fe.
El 17 de septiembre tuvo lugar la batalla de Pavón; la caballería nacional arrolló las dos alas de los porteños, mientras la infantería porteña desplazaba a la nacional. Sin haber utilizado su reserva –formada por las mejores fuerzas entrerrianas– Urquiza abandonó el campo de batalla y dos días después cruzó el río Paraná, regresando a Entre Ríos.
Mitre se retiró hacia San Nicolás, como hizo dos años antes; solo varios días después se convenció de su triunfo, no debido al resultado bélico, sino a la retirada de Urquiza. Mientras tanto, Derqui trataba de reunir sus tropas en Rosario; cuando supo que no lo lograría abandonó todo y huyó a Montevideo.
Pedernera asumió el gobierno, mientras las fuerzas porteñas ocupaban Rosario y enviaban desde allí varias divisiones hacia el interior. El general Venancio Flores destruyó al resto del ejército federal en la Matanza de Cañada de Gómez, y en los primeros días de diciembre entró en la ciudad de Santa Fe. Por su parte, otra división porteña al mando de Wenceslao Paunero avanzó hacia Córdoba, donde el coronel Marcos Paz se hizo nombrar gobernador.
En Corrientes, la noticia de la victoria porteña de Pavón alentó a los liberales, que en noviembre se lanzaron a la revolución con apoyo económico y armamento de Buenos Aires. Una breve guerra civil terminó con la renuncia del desmoralizado gobernador autonomista.
Su influencia política se proyectó indistintamente por todo el país, penetró y se consolidó en las provincias y en ese esquema, la influencia directa en la provincia de Corrientes fue fundamental y determinante a través de las agrupaciones liberales, a tal punto que estas incipientes agrupaciones políticas de entonces latían y palpitaban a la sombra influyente de Mitre. En Corrientes los partidarios de Mitre emergieron originariamente como oposición al gobierno de Juan G. Pujol y al urquicismo ya consolidado en las provincias del litoral. Las articulaciones ideológicas en la provincia se organizaron concretamente en 1861 ayudadas por el triunfó mitrista en Pavón. Puntualmente en los últimos meses de 1861 la oposición liberal correntina acudió a Mitre para destituir al gobernador José María Rolón. Este derrocamiento tuvo algunas motivaciones locales y otras emergidas desde Buenos Aires. Luego de los sucesos que sustituyeron a las autoridades constitucionalmente electas, el propio Bartolomé Mitre avaló la revolución liberal correntina, expresando que «manifiesto en nombre mío, felicitándole a nombre del pueblo de Buenos Aires por la gloriosa revolución que ha devuelto sus derechos al benemérito pueblo de Corrientes».El rol de Mitre como opositor de algunos gobiernos provinciales se manifestó notablemente durante su presidencia.
Los porteños más exaltados incitaron a Mitre a desconocer la Constitución Nacional y dictar otra, que estableciera un régimen unitario. Pero el gobernador porteño tenía un plan más realista, que llevó adelante exitosamente: declaró en plena vigencia la Constitución de 1853, mientras enviaba al interior varias divisiones a deponer a los federales más exaltados, cuyas legislaturas reasumirían la autoridad delegada en el gobierno nacional y a continuación delegarían esta misma autoridad en el gobernador porteño. Entre los primeros en desconocer al gobierno federal estuvo el propio Urquiza, que también declaró que reincorporaba a la ciudad de Paraná a su provincia.
El 12 de diciembre, cuando hacía ya varios días que la mayor parte de los legisladores habían abandonado Paraná, Pedernera declaró en receso el gobierno nacional.

## Gobernantede factode la Argentina
Luego de la Batalla de Pavón el gobierno de la Confederación Argentina colapsó y Mitre tomó de facto el gobierno el 12 de diciembre de 1861, bajo el título de Gobernador de Buenos Aires Encargado del Poder Ejecutivo Nacional.
Ya desde antes de la campaña de Pavón, una guerra civil intermitente sacudía a Santiago del Estero, Tucumán y Catamarca; la noticia de la victoria de Pavón permitió al caudillo unitario Manuel Taboada imponer la victoria del partido porteño en todas las provincias del norte.
Una división comandada por Ignacio Rivas y Domingo Faustino Sarmiento, se dirigió a Cuyo y derrocó a los gobernadores de San Luis, Mendoza y San Juan. Sarmiento fue elegido gobernador de la provincia en que se organizó su tierra natal.
En La Rioja, el caudillo federal Ángel Vicente Peñaloza, apodado "El Chacho", impidió el avance de las tropas porteñas y de sus aliados, iniciando una complicada guerra civil en esa provincia y las vecinas que duró tres meses, hasta que –tras el sitio de San Luis por las fuerzas del Chacho– se firmó la Paz de la Banderita, del 4 de junio, por la cual Peñaloza reconoció la autoridad nacional de Mitre.
A lo largo de la primera mitad de 1862 se celebraron elecciones de diputados y senadores en todo el país, y el nuevo Congreso de la Nación se reunió oficialmente a fines de mayo en Buenos Aires.
Uno de los mayores problemas que enfrentaba Mitre, como presidente de facto de la Nación, era la indefinición sobre la capital federal del país, que impedía tener un lugar donde establecer el gobierno federal. La Constitución de 1853 había establecido que la ciudad de Buenos Aires era la capital federal de la Nación Argentina. Buenos Aires, sin embargo, no había sido parte de esa Constitución, se organizó como Estado autónomo separado de la Confederación Argentina y se negaba a perder su ciudad principal. La "cuestión capital" llevó a la guerra a la Confederación y el Estado porteño. En una primera etapa de la guerra, la Confederación al mando del general Urquiza, venció en la Batalla de Cepeda a las tropas de Buenos Aires al mando del coronel Mitre. Urquiza, sin embargo, no exigió la rendición incondicional del Estado de Buenos Aires y aceptó firmar el Pacto de San José de Flores, que reconocía a Buenos Aires su derecho a preservar la integridad territorial y a que cualquier decisión sobre la federalización de la ciudad-puerto, contara con la autorización de la legislatura porteña.
El Pacto de San José de Flores, fue formalizado con la Reforma constitucional de 1860, que entre otras muchas reformas eliminó la cláusula que establecía la capital federal en Buenos Aires e hizo posible de ese modo que Buenos Aires ingresara a la federación. Pero al no poder establecerse una capital federal, el gobierno nacional se quedó sin un lugar donde instalarse.
Elegido presidente por unanimidad de los electores, en cuanto asumió la Presidencia, Mitre logró que el Congreso Nacional aprobara una ley federalizando toda la provincia de Buenos Aires. Pero la Legislatura de Buenos Aires no dio su aprobación, como era indispensable según la norma incluida en la Constitución por la reforma de 1860.
El 7 de junio de 1862, Mitre envió un mensaje al Senado de la Nación solicitando la ley de Capital de la República y el 20 de agosto el Congreso votó la ley federalizando todo el territorio de la provincia de Buenos Aires. Inmediatamente después, Mitre, como gobernador de la provincia y presidente de la Nación, le solicitó a la Legislatura de la provincia de Buenos Aires, que aceptara la federalización de la misma, pero los diputados provinciales rechazaron de plano la ley nacional.
El intento de federalizar la provincia intentado por Mitre, causó la división del Partido Unitario de Buenos Aires en dos: el Partido Nacionalista –liderado por Mitre– y el Partido Autonomista, cuyo líder era Adolfo Alsina; este último defendía la integridad territorial y la autonomía política de la provincia. Los mitristas fueron conocidos como "cocidos" y los opositores como "crudos". En 1865, Alsina sería elegido gobernador de la provincia de Buenos Aires.
El conflicto sólo fue solucionado por medio de la Ley de Compromiso del 3 de octubre de 1862, sancionada nueve días antes de que Mitre asumiera constitucionalmente el cargo de presidente de la Nación, que ya ostentada de facto desde el año anterior. La Ley de Compromiso aplazaba la discusión sobre la "cuestión capital" por cinco años, mientras permitía al gobierno nacional residir en la ciudad de Buenos Aires y recaudar los derechos de aduana, garantizando al gobierno porteño su presupuesto anual. Buenos Aires conservaría su Guardia Nacional, destinada a la defensa de la frontera con los indígenas.

## Presidente de la Nación Argentina

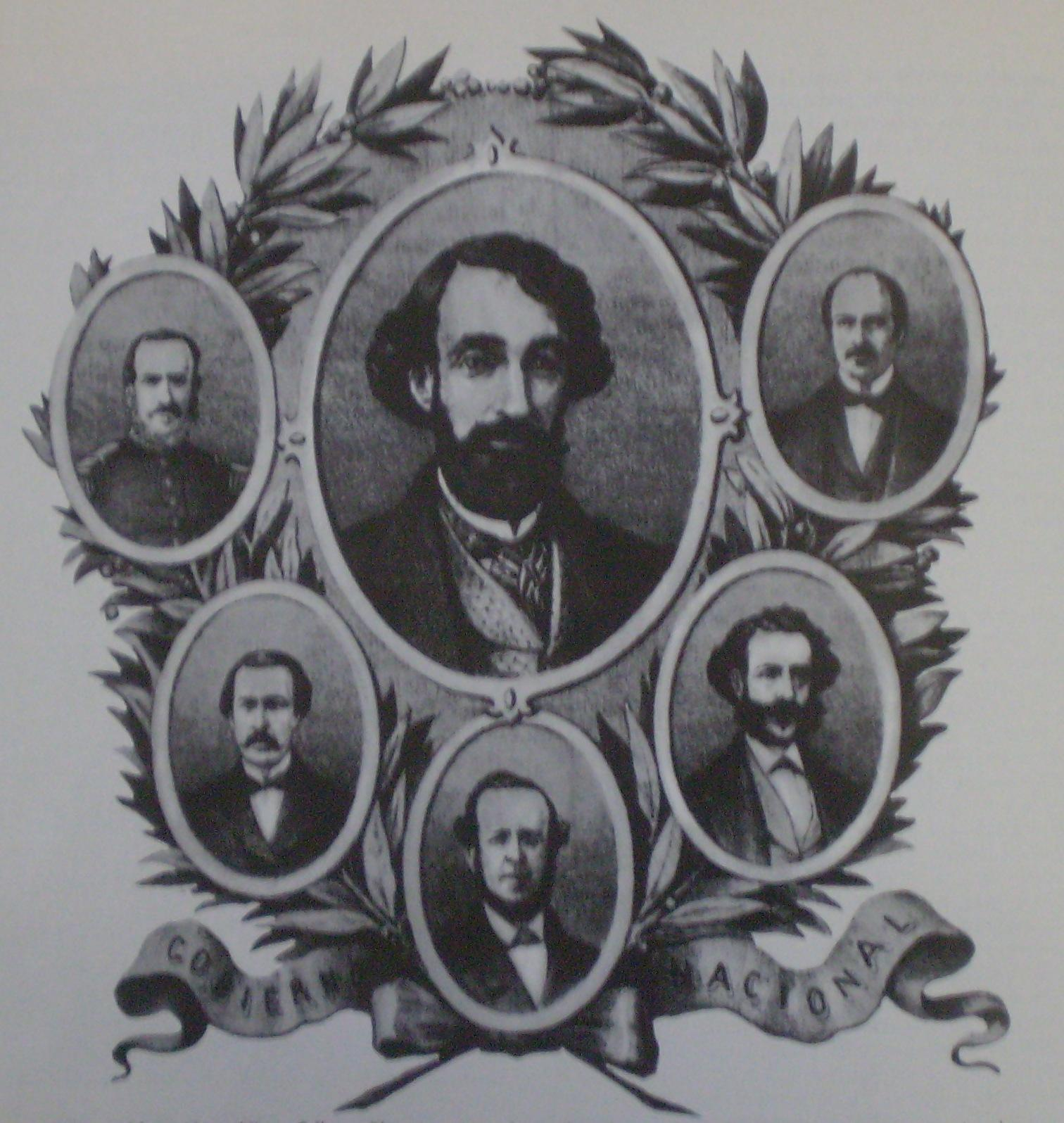
El gabinete de Mitre: Gelly y Obes, ministro de Guerra y Marina; Lucas González, ministro de Hacienda; Guillermo Rawson, ministro del Interior; Rufino de Elizalde,ministro de Relaciones Exteriores y Culto; y Eduardo Costa, ministro de Justicia e Instrucción Pública. (Dibujo de H. Meyer).

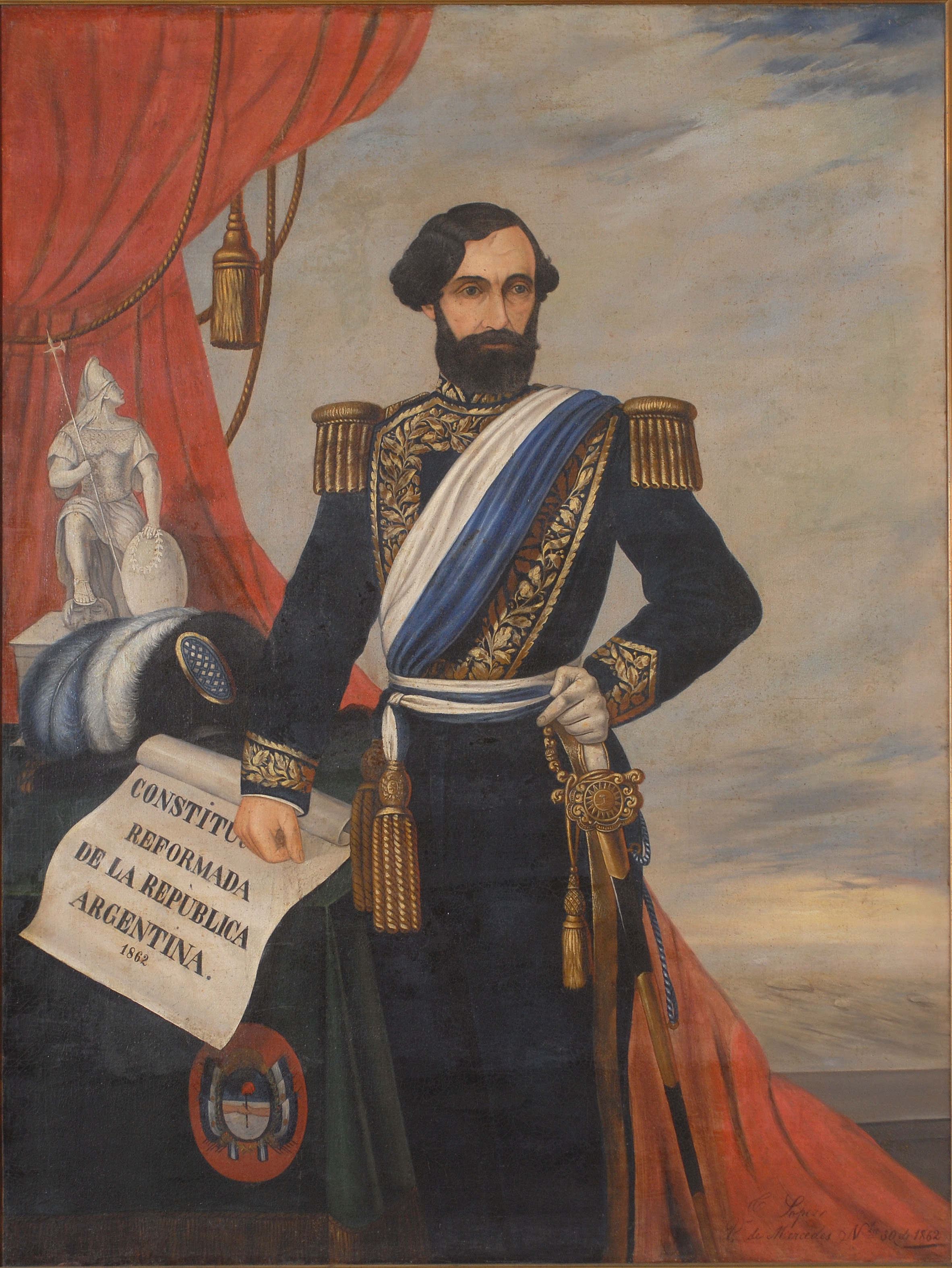
Bartolomé Mitre con uniforme de gala y banda presidencial. Óleo de Cándido López exhibido en el Museo Mitre.

### Elección y asunción
En agosto se realizaron las elecciones de electores presidenciales y el 5 de octubre se reunió el Colegio Electoral, eligiendo por unanimidad a Mitre como presidente constitucional de la Nación. Como vicepresidente fue elegido Marcos Paz.
La presidencia de Mitre fue la cuarta de las presidencias constitucionales y la primera de las tres que suelen denominarse presidencias históricas. Estas presidencias históricas, que –junto con las de Domingo Faustino Sarmiento y Nicolás Avellaneda– fundaron el Estado argentino moderno y restablecieron la hegemonía política de Buenos Aires sobre el resto de las provincias, perdida luego de la Batalla de Caseros. En conjunto, estas cinco presidencias suelen reunirse con el nombre de Organización Nacional.
Mitre asumió la presidencia el 12 de octubre de 1862. Tres de los cinco ministros que lo acompañaban eran porteños; los otros dos eran provincianos que residían en Buenos Aires, uno de ellos desde hacía cinco años y el otro hacía cuarenta años.

### Organización del Estado
La cuestión de la Aduana fue resuelta con una ley de 1863 –que favorecía el comercio con Europa y bajaba los impuestos al comercio exterior– y con la reforma constitucional de 1866, que restableció la facultad de la Nación de establecer y percibir los derechos a la importación.

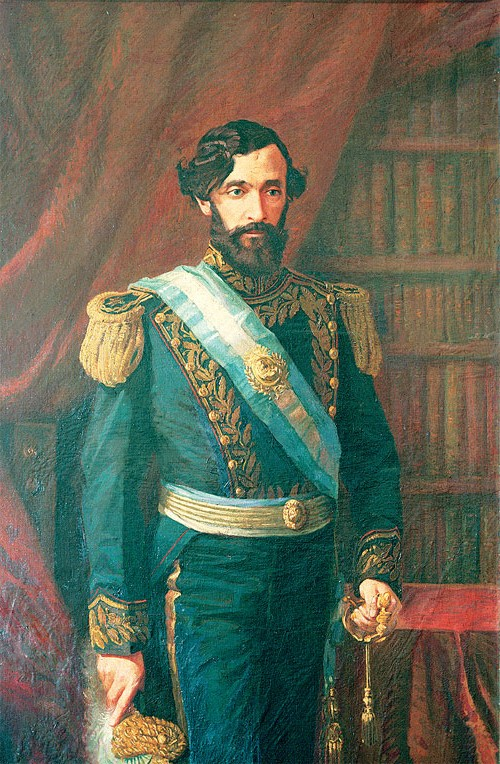
Retrato de Mitre realizado por Egidio Querciola, Museo Histórico Nacional.

Instalado el Congreso y el presidente, faltaba organizar el Poder Judicial, que se rigió por una ley sancionada al día siguiente de la asunción de Mitre. La Corte Suprema de Justicia de la Nación Argentina comenzó a funcionar el 15 de enero de 1863, y en los meses siguientes se organizaron juzgados federales en todas las provincias. También se nacionalizó la vigencia del Código de Comercio del Estado de Buenos Aires.

### Política educativa
La política educativa de Mitre estuvo orientada a la extensión y unificación de la enseñanza secundaria, con la idea de extender las ideas liberales entre los jóvenes que pudieran acceder a ella; se fundaron colegios nacionales en las provincias de Salta, Tucumán, Mendoza, San Juan y Catamarca, y se nacionalizó el Colegio Nacional de Buenos Aires.

### Construcción de ferrocarriles
Durante la presidencia de Mitre se inició la construcción de nuevas líneas de ferrocarriles con el aporte de capital británico, como el Central Argentino –de Rosario a Córdoba–, el Ferrocarril del Norte de Buenos Aires, el Ferrocarril Buenos Aires al Puerto de la Ensenada y el Ferrocarril del Sud. En sentido opuesto, el gobierno de la Provincia de Buenos Aires asumió el control del Ferrocarril Oeste el 1 de enero de 1863, ya que el Banco Provincia era el principal acreedor.
El 15 de noviembre de 1867 se fundó el Ferrocarril Andino, siendo el primero del Estado Nacional argentino; este permitió enlazar las provincias de San Juan, San Luis y Mendoza con la ciudad de Rosario, usando las vías del Ferrocarril Central Argentino.

### Derrota y muerte del «Chacho»

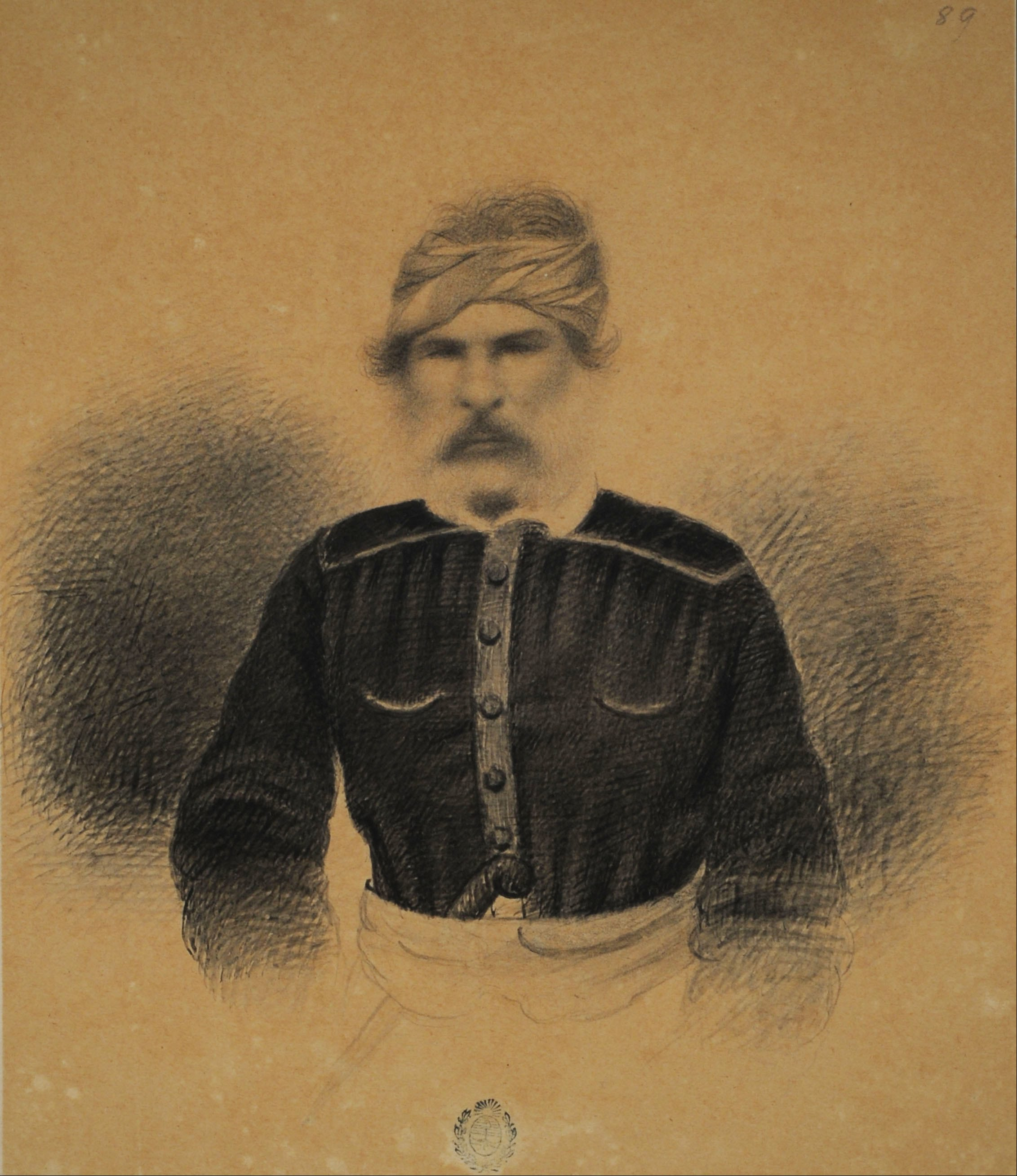
Ángel Vicente «el Chacho» Peñaloza.

A principios de 1863 el «Chacho» Peñaloza retenía en su poder las armas con las que había contado en su anterior campaña. Confirmando los temores del caudillo, los gobiernos liberales, apoyados por los regimientos enviados desde Buenos Aires, persiguieron a los federales por medio de arrestos, saqueos y ejecuciones.
Tras una serie de revueltas federales en San Luis y Catamarca, finalmente el Chacho se lanzó nuevamente a la revolución en mayo de 1863:

"Los hombres todos, no teniendo ya más que perder que sus existencia, quieren sacrificarla más bien en el campo de batalla".

La respuesta de los jefes mitristas fue rápida y enérgica: dos ejércitos atacaron La Rioja desde San Juan y Catamarca, comandados respectivamente por Sarmiento y Taboada. Mitre anunció una nueva estrategia, por la que sus hombres quedaban habilitados a ejecutar a los prisioneros:

"Quiero hacer en La Rioja una guerra de policía. Declarando ladrones a los montoneros, sin hacerles el honor de partidarios políticos, lo que hay que hacer es muy sencillo".

Durante varios meses la guerra fue indecisa, pero los federales recibieron un inesperado apoyo cuando Simón Luengo derrocó al gobernador de la provincia de Córdoba y recibió al Chacho en su capital. El 20 de junio de 1863, las tropas federales fueron derrotadas por Wenceslao Paunero en la batalla de Las Playas.
Peñaloza regresó a La Rioja, desde donde atacó Caucete, muy cerca de la ciudad de San Juan. Allí fue derrotado por el comandante Pablo Irrazábal y debió huir nuevamente hacia su provincia, donde José Miguel Arredondo destruyó los últimos restos de su ejército. Refugiado en el pueblo de Olta, el 12 de noviembre se rindió y fue asesinado por Irrazábal, que le hizo cortar la cabeza para escarmiento de los federales. Sarmiento comentó:

"He aplaudido la medida precisamente por su forma".

En enero del año siguiente fueron derrotados los montoneros de San Luis, y a mediados de 1865 fueron derrotados los últimos caudillos menores en La Rioja.

### Relaciones exteriores
Con respecto a Estados Unidos, en que había fallecido el anterior embajador en Washington, Mitre tardó meses en nombrar allí a Sarmiento, que llegó pasados más de tres años del ascenso de Mitre.
En relación con España, rechazó el tratado firmado por Alberdi en 1859, logrando la modificación del artículo sobre ciudadanía de los hijos de españoles.
La posición de Mitre respecto a los países latinoamericanos era de completa indiferencia: cuando su gobierno fue invitado a participar del Congreso Panamericano de 1862, reunido en Lima para responder a la invasión francesa de México y la anexión española de Santo Domingo, Mitre se negó a nombrar un representante oficial. La respuesta del canciller Rufino de Elizalde a la invitación de defenderse de avances europeos en conjunto fue que:

La América independiente es una entidad política que no existe ni es posible constituir por combinaciones diplomáticas. La América, conteniendo naciones independientes, con necesidades y medio de Gobiernos propios, no puede nunca formar una sola entidad política (...) Por lo que hace a la República Argentina, jamás ha temido por ninguna amenaza de la Europa en conjunto, ni de ninguna de las naciones que la forman (...) Puede decirse que la República está identificada con la Europa hasta lo más que es posible.

Antes de partir hacia los Estados Unidos, Sarmiento fue enviado a una misión diplomática en Chile y Perú, con la misión de iniciar el estudio de las cuestiones de límites con el primero de esos países y reclamar los gastos en que había incurrido el Ejército de los Andes en sus campañas libertadoras cuarenta años atrás. Ante la previsible reacción adversa de ambos países, no realizó gestión alguna.
Durante la gestión de Mitre se iniciaron las reclamaciones por parte de Chile sobre el territorio de la Patagonia, a lo que Mitre respondió con medidas tendientes a colonizar de alguna manera esa región. Dos iniciativas privadas sostuvieron la pretensión argentina: el capitán Luis Piedrabuena estableció un puesto comercial en Isla Pavón, sobre el río Santa Cruz y un punto de apoyo naval en la Isla de los Estados, y otros tantos en el Estrecho de Magallanes y en el Cabo de Hornos. Durante su gestión se inició la colonización galesa del Chubut; los problemas que debieron enfrentar los primeros colonos les obligaron a recurrir a la ayuda del gobierno argentino, cuya soberanía sobre la región reconocieron.

### La Guerra del Paraguay

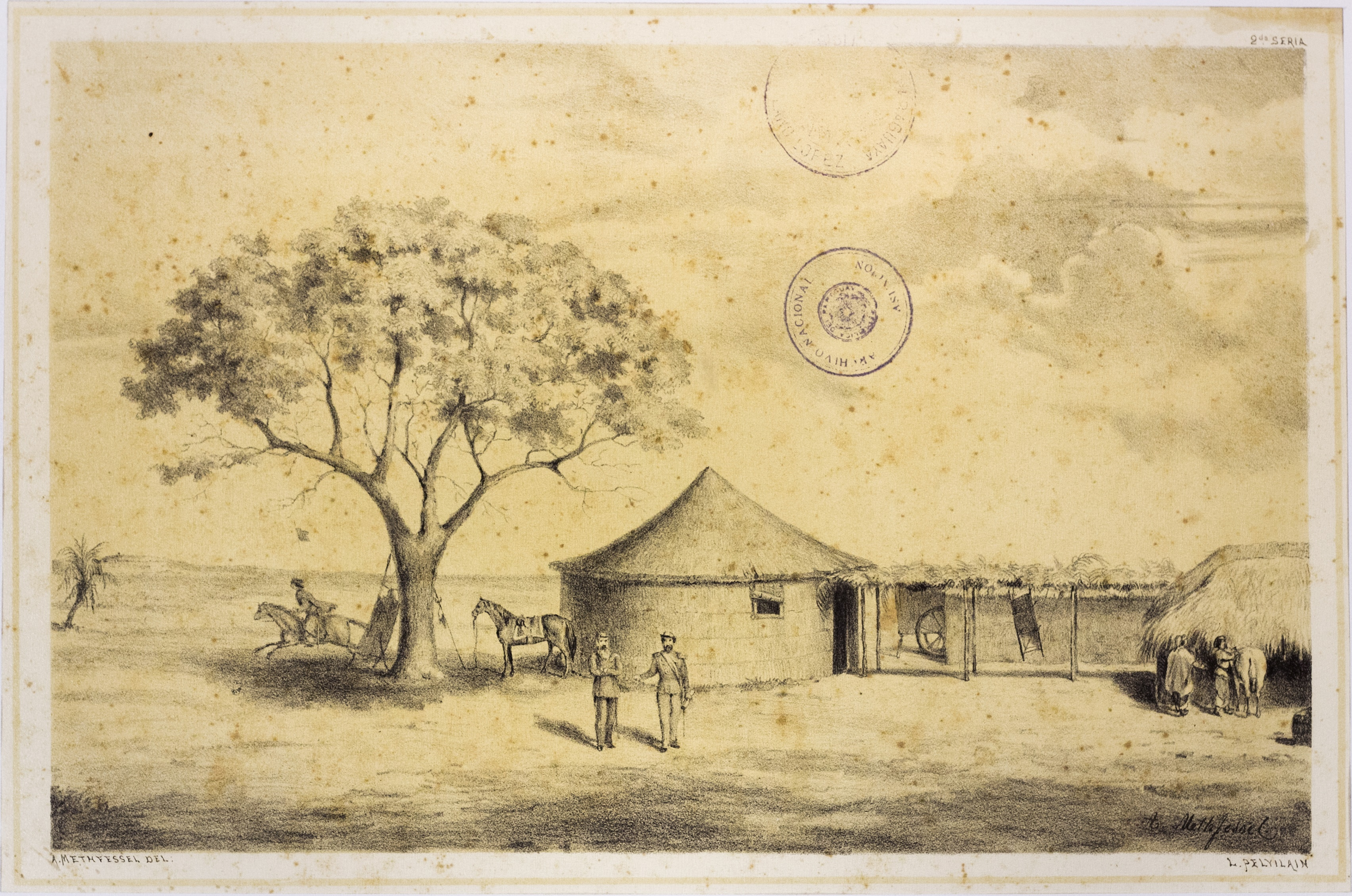
El Cuartel del General B. Mitre en Tuyuti. Dibujo de A. Methfessel (1836-1909); Lit. de Pelvilain.

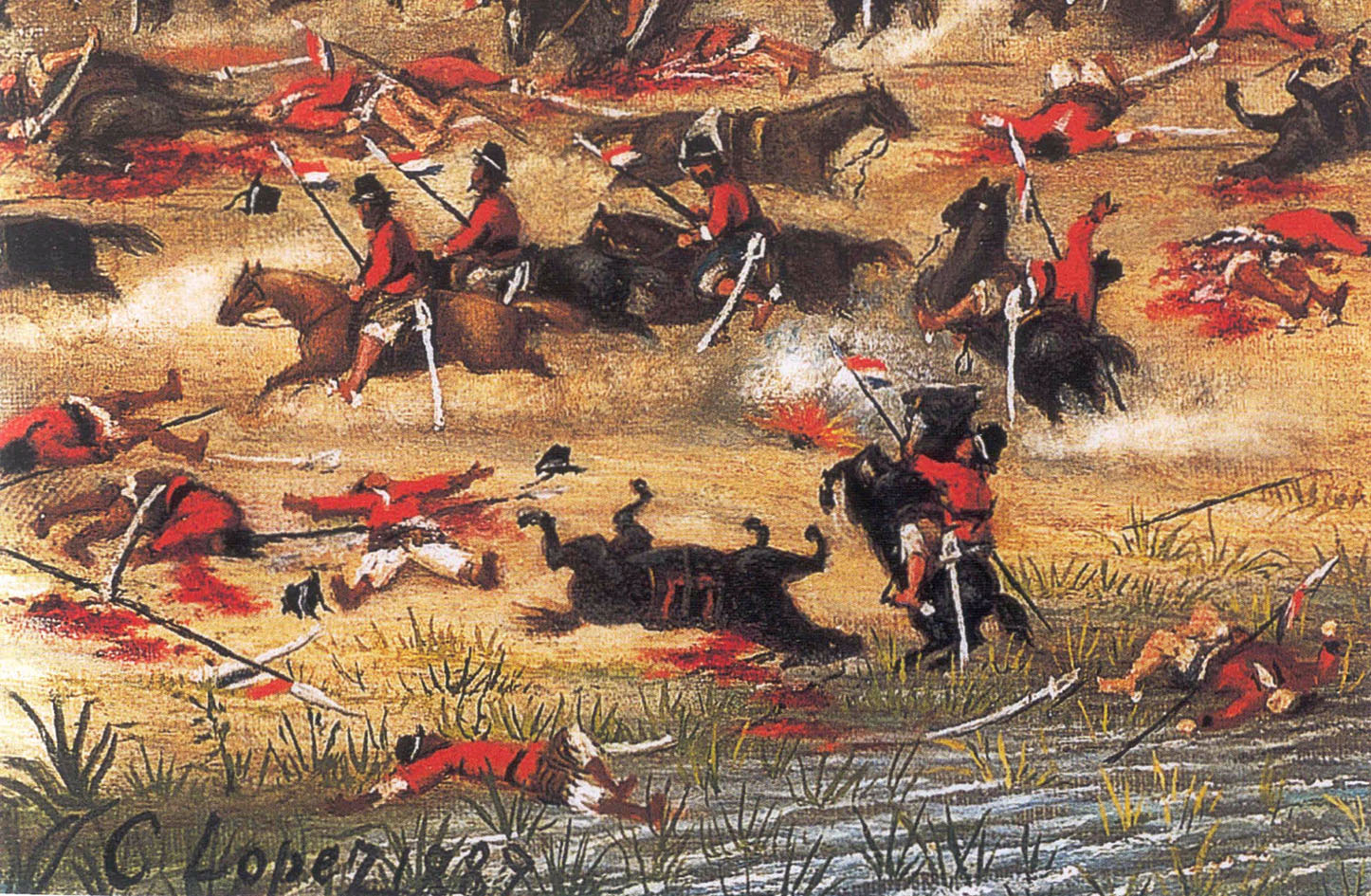
La Batalla de Tuyutí, sangrienta victoria aliada.

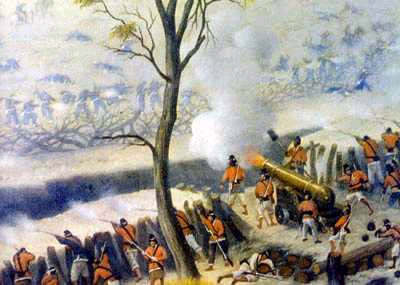
Curupaytí, la peor derrota aliada en la Guerra del Paraguay.

Así como Mitre creía su deber exportar el liberalismo a las provincias, también creyó necesario imponerlo en los países vecinos. En efecto, meses después de bajar de la presidencia, Mitre explicaría en un discurso cuál había sido su móvil principal para ingresar en la guerra, o –al menos– para haberla continuado más allá de la liberación de Corrientes:

Cuando nuestros guerreros vuelvan de su larga y gloriosa campaña a recibir la merecida ovación que el pueblo les consagre, podrá el comercio ver inscriptos en sus banderas los grandes principios que los apóstoles del libre comercio han proclamado para mayor gloria y felicidad de los hombres.

En primer lugar, quiso imponer el liberalismo en el Uruguay –al que estaba tan vinculado–, pero también en el Paraguay, país que resaltaba en toda Latinoamérica por su sistema político y económico, fuertemente estatista y aislacionista.
Los colorados refugiados en Buenos Aires ansiaban volver a tomar el poder en el Uruguay, y la victoria de Mitre les dio la oportunidad. En abril de 1863 partió desde Buenos Aires una invasión a ese país bajo el mando del expresidente Venancio Flores, organizada, trasladada y armada con apoyo de los ministros de Mitre, que además promovieron conflictos diplomáticos con el gobierno del presidente Bernardo Berro. Como el gobierno uruguayo tardara en caer en manos de los revolucionarios, un ejército del Imperio del Brasil invadió ese país; tras la destrucción de Paysandú y el bloqueo de Montevideo, finalmente el gobierno blanco entregó el país al general Flores.
El presidente paraguayo, Francisco Solano López, decidió acudir en defensa del gobierno uruguayo y enfrentar al Brasil, con el cual sostenía además un largo conflicto de límites. De modo que invadió exitosamente el Mato Grosso a mediados de 1864. A continuación, y aunque el gobierno uruguayo ya había sido derrotado, marchó en ayuda de los "blancos" y solicitó al presidente Mitre autorización para cruzar territorio de la provincia de Corrientes en camino hacia el Brasil; ante la negativa del gobierno argentino, López declaró la guerra a la Argentina.
En mayo de 1865, el ejército paraguayo invadió la provincia de Corrientes. Al llegar la noticia a Buenos Aires, el gobierno estaba perfectamente al tanto de que López le había declarado la guerra, pero ocultó ese dato para exaltar el sentimiento patriótico contra la invasión, acusando al presidente paraguayo de no haber declarado previamente la guerra. Enterada la población, se congregó una multitud frente a la casa de Mitre, que arengó a los jóvenes:

¡En veinticuatro horas a los cuarteles, en quince días en Corrientes, en tres meses en Asunción!

Al día siguiente, la Argentina declaraba la guerra al Paraguay.
Poco después, la Argentina, el Brasil y el Uruguay firmaban el Tratado de la Triple Alianza, con el objetivo público de deponer a López, y el oculto de saldarse en su favor todos los conflictos limítrofes. Mitre exigió como requisito para ingresar en la Triple Alianza su nombramiento como comandante de los ejércitos aliados, que le fue concedido.

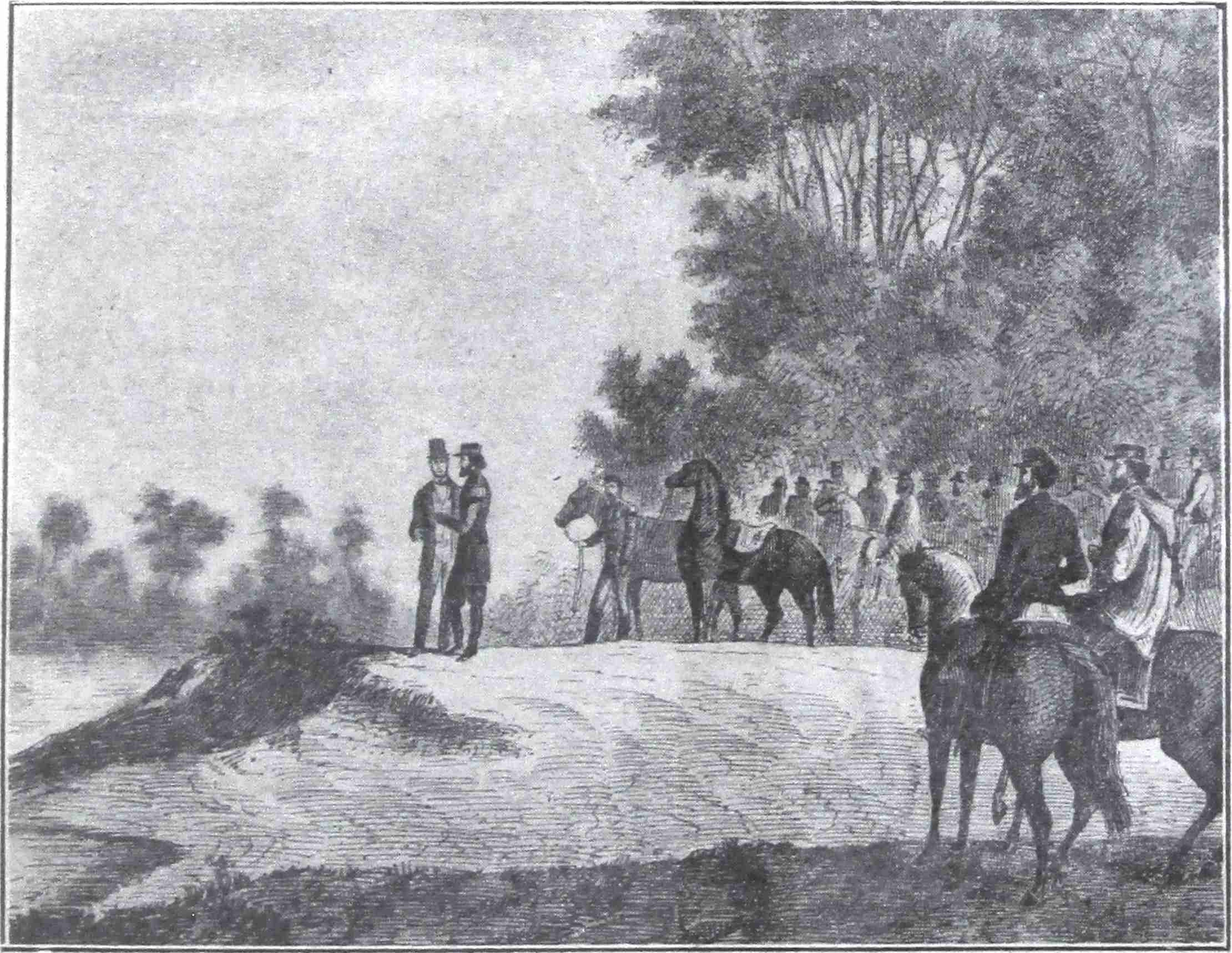
Mitre fue con el ministro de Interior de Argentina Guillermo Rawson a visitar Paso de la Patria, el escenario del combate del 31 de enero de 1866.

El Ejército Argentino no estaba en absoluto preparado para la guerra: apenas existía una serie de divisiones armadas sobre la base de los ejércitos porteños que habían invadido el interior después de Pavón, sumados a contingentes de esas provincias incorporados a los mismos, y varios centenares de mercenarios, sumando unos 6391 hombres. El presidente Mitre ordenó la movilización general de todas las provincias, que debían enviar contingentes de tropas en proporción a su población, hasta alcanzar unos 9500 hombres más; a ello hay que sumarles fuerzas correntinas y de otros orígenes, y a mediados del año siguiente alcanzarían unos 25 000 hombres.
En contraste, la Armada Argentina tenía un desarrollo mucho menor, que no aumentó significativamente a raíz de la Guerra.
Las movilizaciones generaron una fuerte oposición en los contingentes y las poblaciones afectadas. En varios casos se produjeron deserciones en masa de los contingentes, que fueron aplastadas con dureza, llegándose al extremo de que toda la división entrerriana se desbandó, en presencia del gobernador Urquiza, en dos oportunidades.
La oposición de intelectuales y periodistas a la guerra llevó a Mitre a decretar el estado de sitio en todo el país, lo que le permitió perseguir a quienes se manifestaban contrarios a la guerra –y, en la práctica, a quienes criticaran su gobierno en cualquier aspecto– e imponer una dura censura sobre los periódicos opositores.

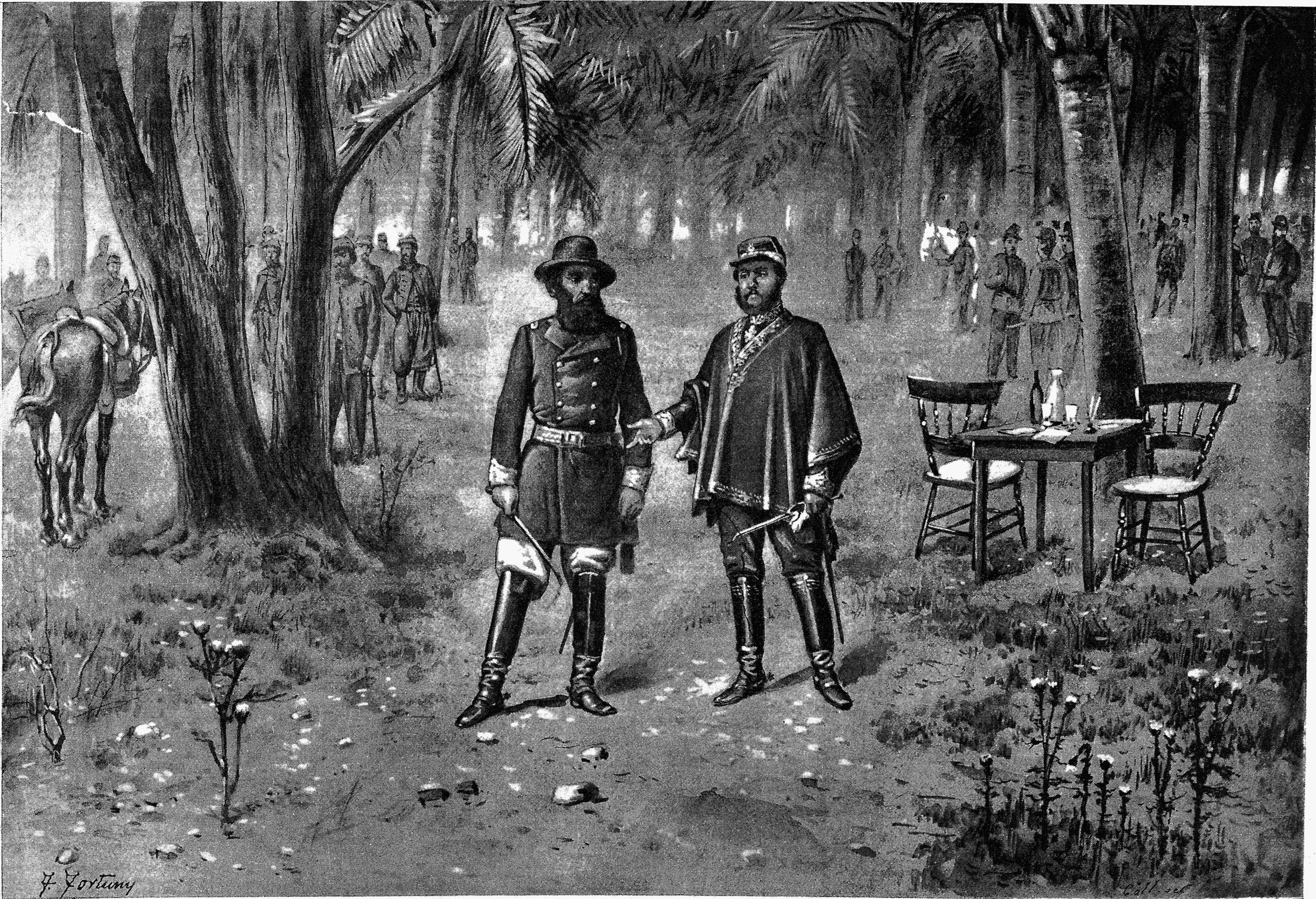
La entrevista de Yatayti-Corá, el 11 de septiembre de 1866.

Una serie de derrotas obligaron a los paraguayos a retirarse a su país, que los aliados invadieron en abril de 1866. Durante los dos años siguientes, la campaña consistió exclusivamente en una continua lucha de posiciones en el extremo sur del país; las sangrientas batallas de Tuyutí y Curupaytí fueron seguidas de un período de inactividad, causado principalmente por una epidemia de cólera que causó miles de bajas en ambos bandos.
Poco antes de Curupaytí, Mitre se había entrevistado con López, que le propuso un acuerdo honorable que permitiera terminar la guerra; pero Mitre había quedado obligado con el Brasil por el Tratado secreto, por lo que no pudo aceptar nada.
Tras la muerte del vicepresidente Paz, víctima del cólera, Mitre regresó a Buenos Aires. Bajo dirección brasileña, la resistencia paraguaya en el sur fue vencida; al momento de bajar Mitre del gobierno, se iniciaba el ataque brasileño hacia Asunción.

### Los últimos federales del interior

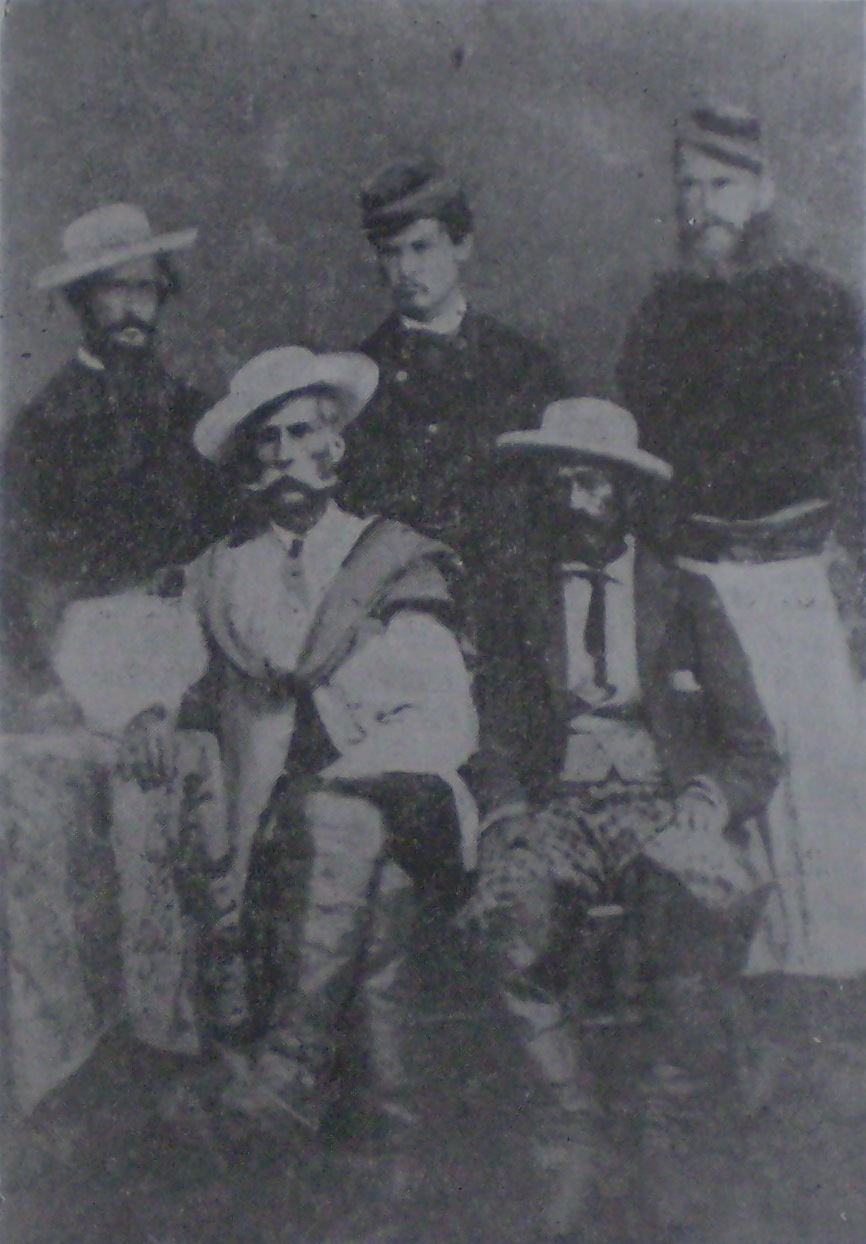
El coronel Felipe Varela y sus oficiales.

La participación argentina en la Guerra del Paraguay era muy impopular en el interior del país; las remisiones de soldados que el gobierno nacional exigió a las provincias fueron aprovechadas por los gobernadores para deshacerse de opositores, incluyendo antiguos montoneros.
En noviembre de 1866 estalló en Mendoza la Revolución de los Colorados, antiguos federales, que en pocas semanas controlaron esa provincia y las vecinas de San Juan, La Rioja y San Luis. Dos ejércitos federales, que totalizaban más de 10 000 hombres, quedaron al mando de Juan Saá y Felipe Varela.
El presidente Mitre regresó apresuradamente desde el Paraguay hacia Rosario, llevando varios regimientos retirados del frente, que puso al mando de Paunero. Tras un rápido avance, el coronel Arredondo venció a Saá en la batalla de San Ignacio, del 1 de abril de 1867, gracias a su superioridad en armamento y disciplina.
Las fuerzas de Antonino Taboada ocuparon Catamarca e impidieron a los federales de esa provincia incorporarla a la revolución, de modo que Varela decidió que atacaría esa provincia. En camino desde Famatina hacia Catamarca, Varela supo que Taboada había ocupado La Rioja, de modo que el líder federal retrocedió hacia esa ciudad al frente de 5000 hombres. Encontró a Taboada en posición de combate frente al único pozo de agua disponible; acuciado por la sed, que estaba destruyendo su ejército, Varela atacó el 10 de abril en la Batalla de Pozo de Vargas, siendo completamente derrotado.
Los ejércitos federales se dispersaron, y sus jefes y muchos de los soldados se apresuraron a huir a Chile. San Luis, Mendoza y San Juan fueron fácilmente ocupadas por el ejército nacional, pero Varela resistió aún varios meses entre La Rioja y Catamarca. Una sublevación ocurrida en Salta dio nuevas esperanzas a Varela, que ocupó los Valles Calchaquíes. La revuelta federal había sido vencida, pero el caudillo continuó su camino hacia la ciudad de Salta, que ocupó tras breve, pero violento combate el 10 de octubre. Perseguido por el general Octaviano Navarro –antiguo líder federal– continuó su camino hacia Jujuy, terminando por exiliarse en Bolivia.
Cuando el gobierno de Mitre terminó, en octubre de 1868, dejaba como saldo la muerte de 4728 argentinos durante las rebeliones contra el centralismo mitrista, según denunció el senador Nicasio Oroño.

### La sucesión
Al llegar al final de su mandato, el partido que había llevado a Mitre a la presidencia estaba dividido entre mitristas y autonomistas. Por fuera de esa dicotomía, subsistían aún los restos del Partido Federal, que seguía reconociendo a Urquiza como su líder y aún tenía importante presencia en algunas provincias; pero, ante la perspectiva segura de la derrota de Urquiza, varios grupos de antiguos federales buscaban otras alianzas. En cierto sentido, los papeles se habían invertido entre los liberales: diez años antes, Mitre era más aceptable que Valentín Alsina para los provincianos, ya que –si bien ambos pretendían la preponderancia porteña– Mitre quería hacerla respetando un sistema federal, mientras Alsina quería un sistema unitario o la secesión de su provincia. Con Mitre en el gobierno, el hijo de Alsina gobernaba Buenos Aires y defendía su autonomía frente a los excesos del gobierno nacional, lo que lo hacía un posible aliado para los antiguos federales, que también defendían las autonomías provinciales. Varios gobiernos provinciales se aliaron al Partido Autonomista.
A mediados de 1867 ya había tres candidatos: Urquiza, Alsina y Rufino de Elizalde, el candidato de Mitre. No obstante, Alsina era un candidato demasiado porteño para los provincianos, y una posible fórmula entre Urquiza y Alsina fracasó por recelos mutuos.
Buscando un candidato provinciano que fuera aceptable en Buenos Aires y que no hubiera estado comprometido en las últimas discusiones políticas, el coronel Lucio V. Mansilla propuso en julio de ese año al embajador en los Estados Unidos, Domingo Faustino Sarmiento, que fue apoyado por algunos gobernadores.
Alsina aceptó ceder el primer puesto, y la fórmula presidencial de la pronto llamada Liga de Gobernadores fue Sarmiento–Alsina, que resultó vencedora en las elecciones del 12 de abril de 1868, aunque por escaso margen: sobre 139 electores, obtendría 70 votos, mientras Alsina obtuvo 82 para vicepresidente.
En gran medida, fue la impopularidad de la Guerra del Paraguay la que aisló al partido de Mitre de la ciudadanía.
Durante su mandato se había saneado la moneda, regularizado la deuda pública y se había adoptado el sistema métrico decimal.
El 28 de octubre de 1864 es Proclamado Gran Protector y Conservador de la Orden Masónica de la República Argentina, y el 9 de junio de 1865 fue proclamado Gran Comendador de Honor del Supremo Consejo grado 33.º para la República Argentina.

## Después de la presidencia

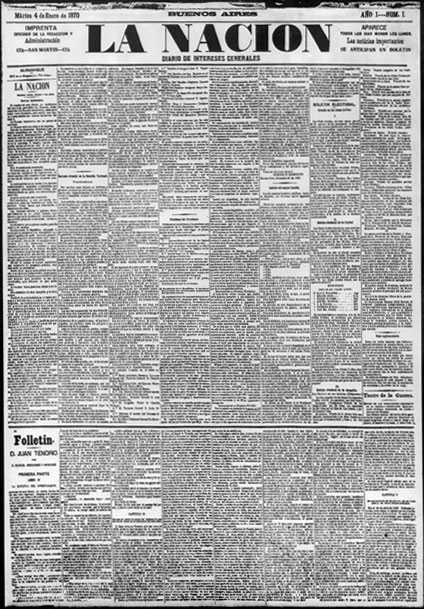
Primer número del diario La Nación; 4 de enero de 1870.

En mayo de 1869 asumió como senador nacional.
Luego de la culminación presidencial, Mitre compró las instalaciones del diario La Nación Argentina y lo rebautizó como diario La Nación el martes 4 de enero de 1870.
Ese mismo año se suicidó en Brasil su hijo mayor, Jorge. Al año siguiente enfermó y sobrevivió a la terrible epidemia de fiebre amarilla. Fue también miembro de la convención reformadora de la convención provincial, cargo al que renunció en abril de 1872.
Entre junio y noviembre de 1872 fue enviado por el presidente Sarmiento al Brasil, para negociar el apoyo de ese país a las exigencias argentinas sobre límites con el Paraguay. Al año siguiente representó a su país en una misión en Asunción del Paraguay, durante la cual descubrió que el Brasil no apoyaba las reclamaciones argentinas, y apenas admitía que se fijara el límite sobre el río Pilcomayo.

### La Revolución de 1874
En febrero de 1873 fue postulado como candidato presidencial por el Partido Nacionalista para las elecciones del año siguiente. Fue derrotado por Nicolás Avellaneda. Acusando al gobierno de haber falseado los resultados, los partidarios de Mitre se prepararon para la revolución, que estalló el 23 de septiembre de 1874, cuando Mitre estaba en Montevideo.
Los jefes militares de la revolución –generales Ignacio Rivas y Juan Andrés Gelly y Obes– se trasladaron al sur de la provincia de Buenos Aires, reuniendo voluntarios en los pueblos de la campaña hasta sumar casi 5000 hombres. No obstante, eran casi enteramente de caballería y estaban mal armados. El 26 de octubre –había esperado que Sarmiento descendiera de la presidencia– Mitre tomó el mando de la revolución.
Por su parte, el general José Miguel Arredondo sublevaba la frontera sur de la provincia de Córdoba y –tras ocupar brevemente la capital provincial– avanzó hacia Mendoza, ocupando esa ciudad. Luego marchó hacia Buenos Aires, pero fue derrotado por Julio Argentino Roca el 7 de diciembre en la batalla de Santa Rosa.
Suponiendo que Arredondo aún dominaba Córdoba, Mitre marchó hacia el norte. El 26 de noviembre atacó a la pequeña fuerza del teniente coronel José Inocencio Arias, en la batalla de La Verde; la caballería de Mitre fue destrozada por la infantería de Arias, excelentemente armada, parapetada y comandada. Una semana más tarde, Mitre se rendía en Junín.
Mitre, Arredondo y sus oficiales fueron arrestados, sometidos a consejo de guerra y dados de baja del Ejército.

### La oposición
En 1876, poco después de haber salido de la cárcel por su participación en la revolución de 1874, Mitre inició la escritura de su primera obra maestra historiográfica: la Historia de Belgrano o de la Independencia Argentina. El juicio en su contra fue suspendido por una amnistía promovida por el presidente Avellaneda, pero su partido se lanzó a una oposición sistemática a todas las iniciativas presidenciales mientras se abstenía de participar en las elecciones. La crisis económica logró reunir a los partidos en la "concertación de los partidos" promovida también por Avellaneda, a la que Mitre prestó su colaboración, quedando en un segundo plano. Fue elegido diputado nacional en 1878.
En 1880 apoyó una nueva revolución, durante la cual el gobernador Carlos Tejedor se pronunció contra la victoria de Roca en las elecciones presidenciales. Tras la derrota de las fuerzas porteñas, este lo nombró comandante de las fuerzas provinciales, con el único fin de pactar un alto el fuego. Logró firmar con el presidente Avellaneda un acuerdo por el cual se otorgaba una amplia amnistía a los rebeldes, se aseguraba la renuncia de Tejedor, el reconocimiento de la elección presidencial de Roca y la federalización de Buenos Aires si el Congreso así lo decidía.
En 1882 falleció su esposa Delfina de Vedia, y al año siguiente realizó un viaje a Chile, para estudiar los campos de batalla de la campaña de José de San Martín, que estaba terminando de relatar en su segunda gran obra: Historia de San Martín y de la Emancipación Americana, a la que dedicaría los restantes años de esa década. En 1884 falleció su hijo más joven, Adolfo.
En 1890 volvió a los primeros planos políticos cuando se fundó el partido opositor Unión Cívica; el prestigio de Mitre le permitió ser uno de sus dirigentes más destacados; no participó en la Revolución del Parque, pero la apoyó ostensiblemente. Tras la caída de Miguel Juárez Celman, en 1891 una maniobra del expresidente Roca –que prometió a Mitre apoyarlo en su candidatura presidencial– permitió la división de la Unión Cívica entre la Unión Cívica Radical y la Unión Cívica Nacional, dirigida esta última por Mitre. Lograda esta división, finalmente la candidatura de Mitre fue dejada de lado.

### Últimos años

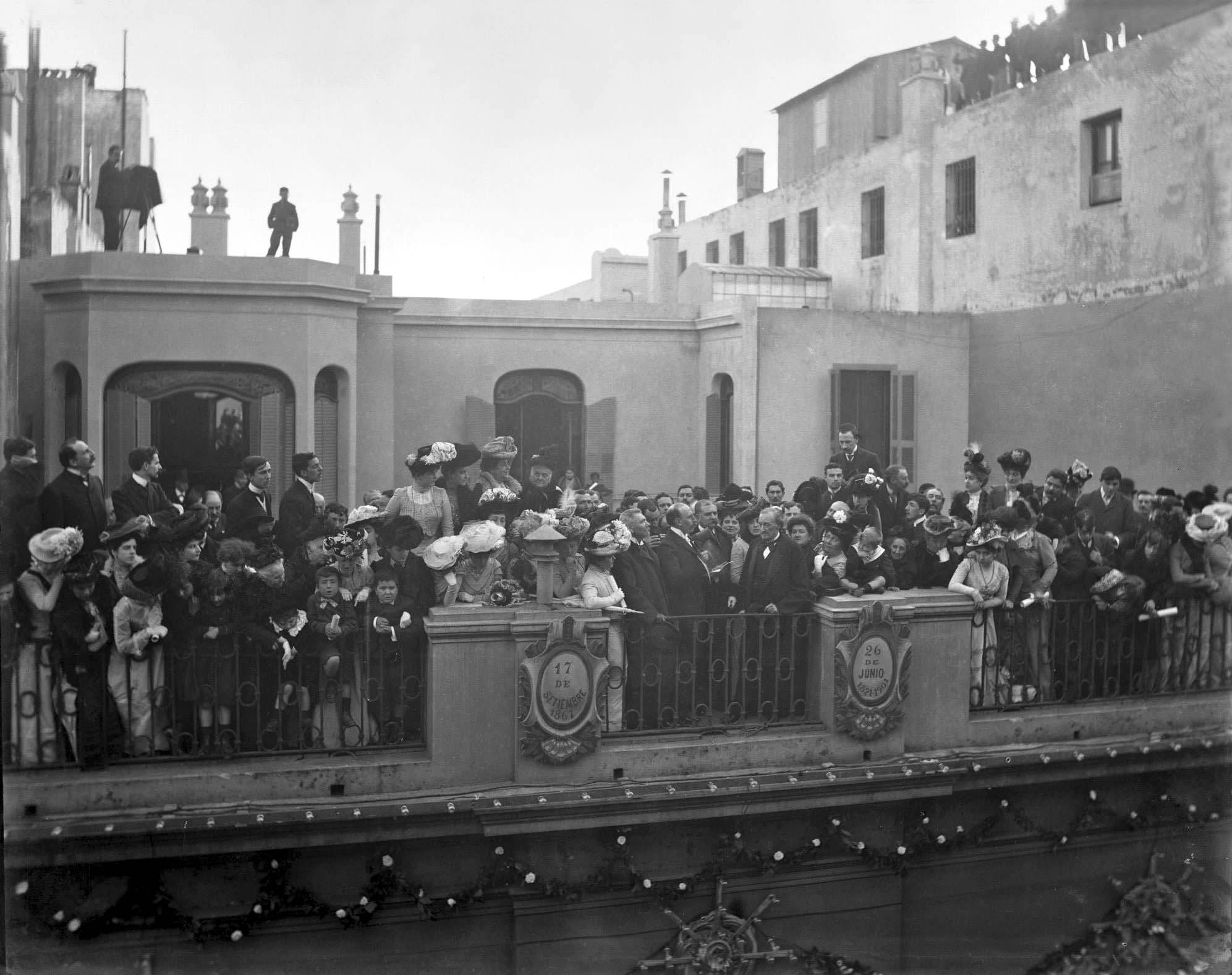
Mitre da un discurso en ocasión de la celebración de sus 80 años en la azotea de su casa (1901).

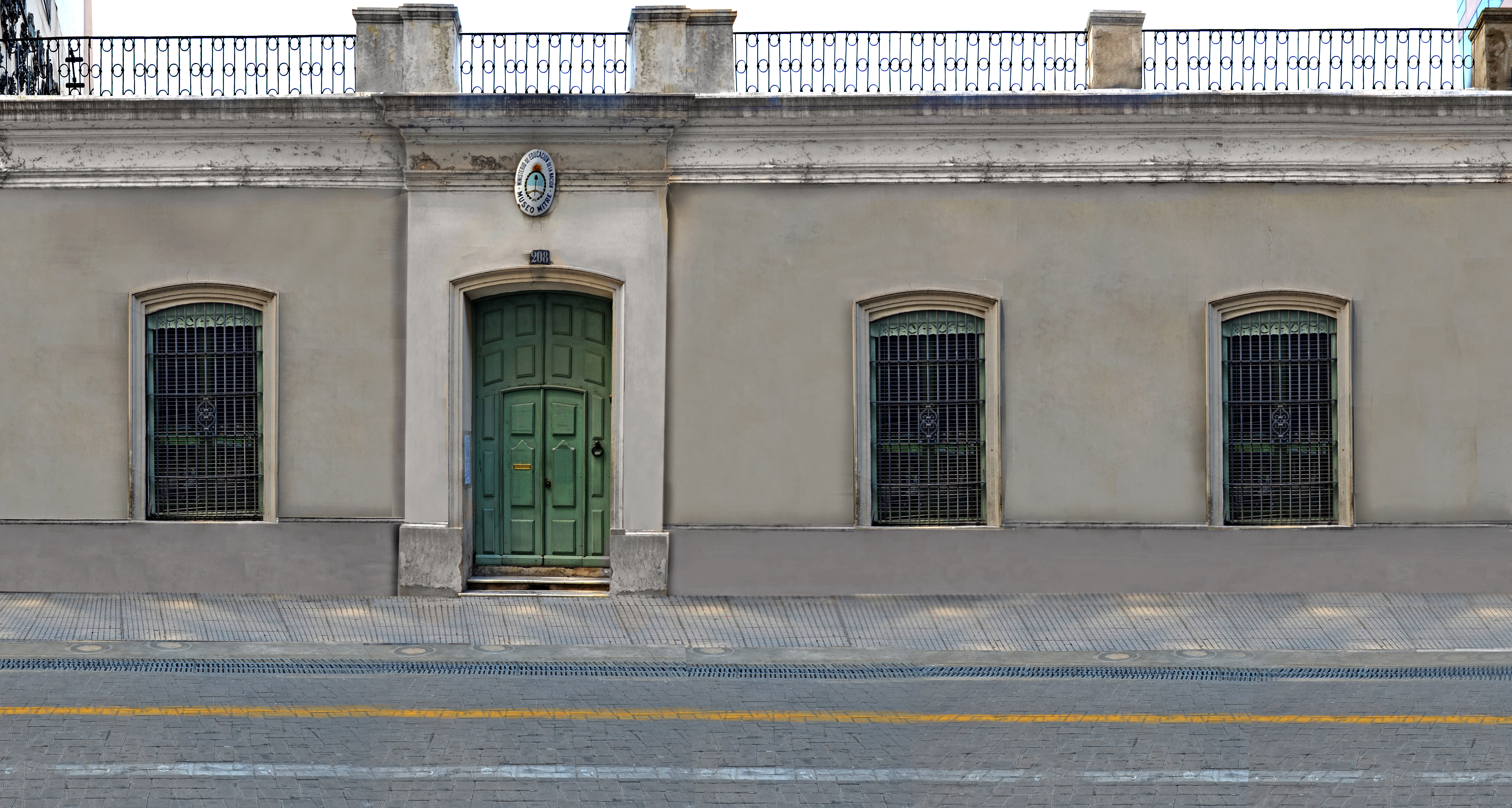
Fachada del Museo Mitre en 2014.

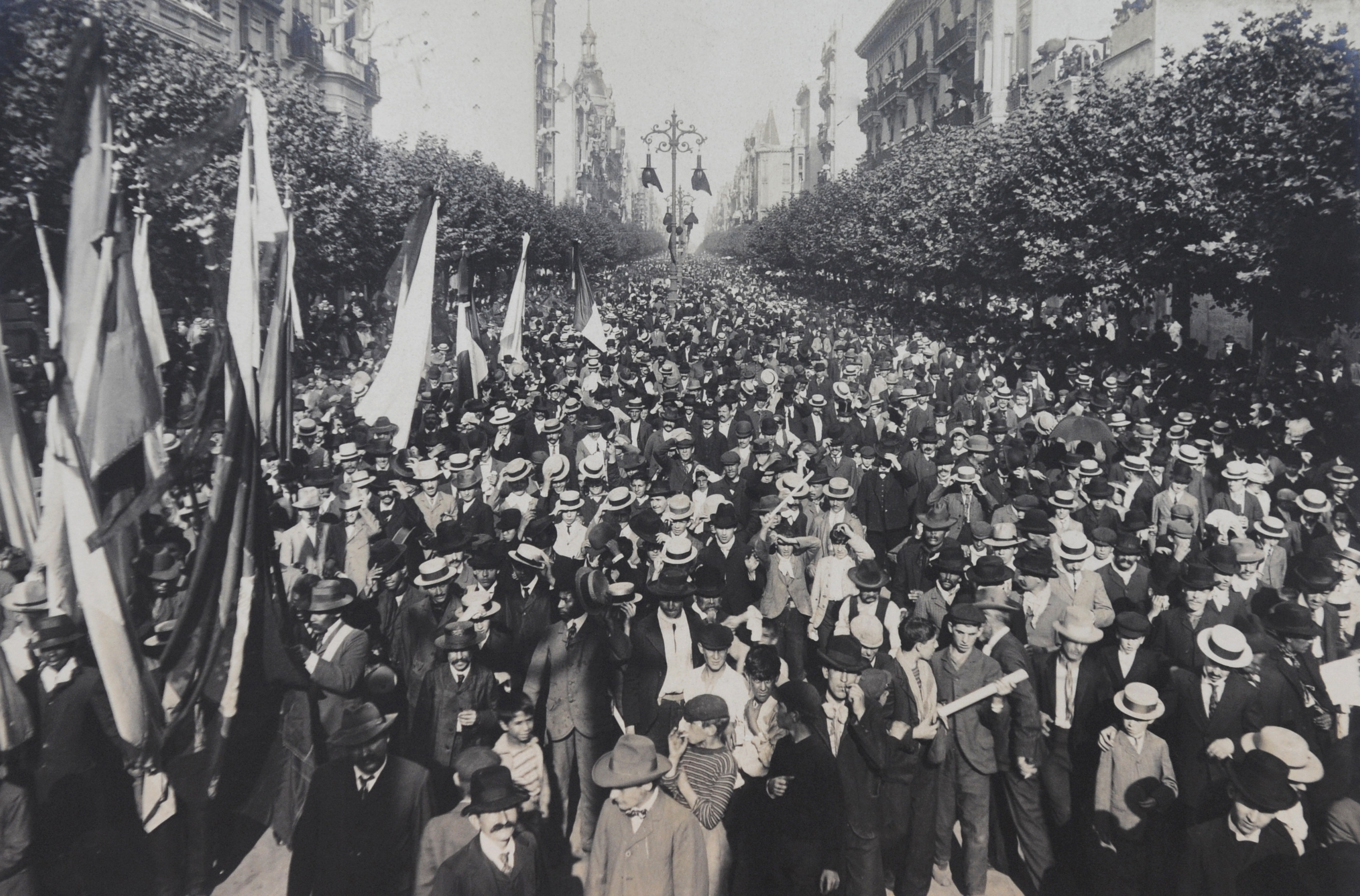
Una gran multitud acompaña el cortejo fúnebre de Mitre hasta el Cementerio de la Recoleta.

El 22 de agosto de 1892, en la Respetable Logia Unión n.º 17 de la ciudad de Rosario, provincia de Santa Fe, se realizó un acto en el cual Bartolomé Mitre entregó dos ejemplares de Historia: uno de Manuel Belgrano y el otro de José de San Martín, con una emotiva dedicatoria, destinada a la biblioteca de la Logia.
En 1894 fue elegido nuevamente senador nacional. Pasó sus últimos años dedicado a la dirección de La Nación y a la traducción de La divina comedia, de Dante Alighieri.
Recorría el centro de la ciudad a pie, y resultaba inconfundible por el permanente uso de su chambergo –que cubría la herida en la frente de 1853– y las manos casi constantemente dentro de los bolsillos rectos –que por un tiempo se conocieron como bolsillo «mitre»– de su pantalón.

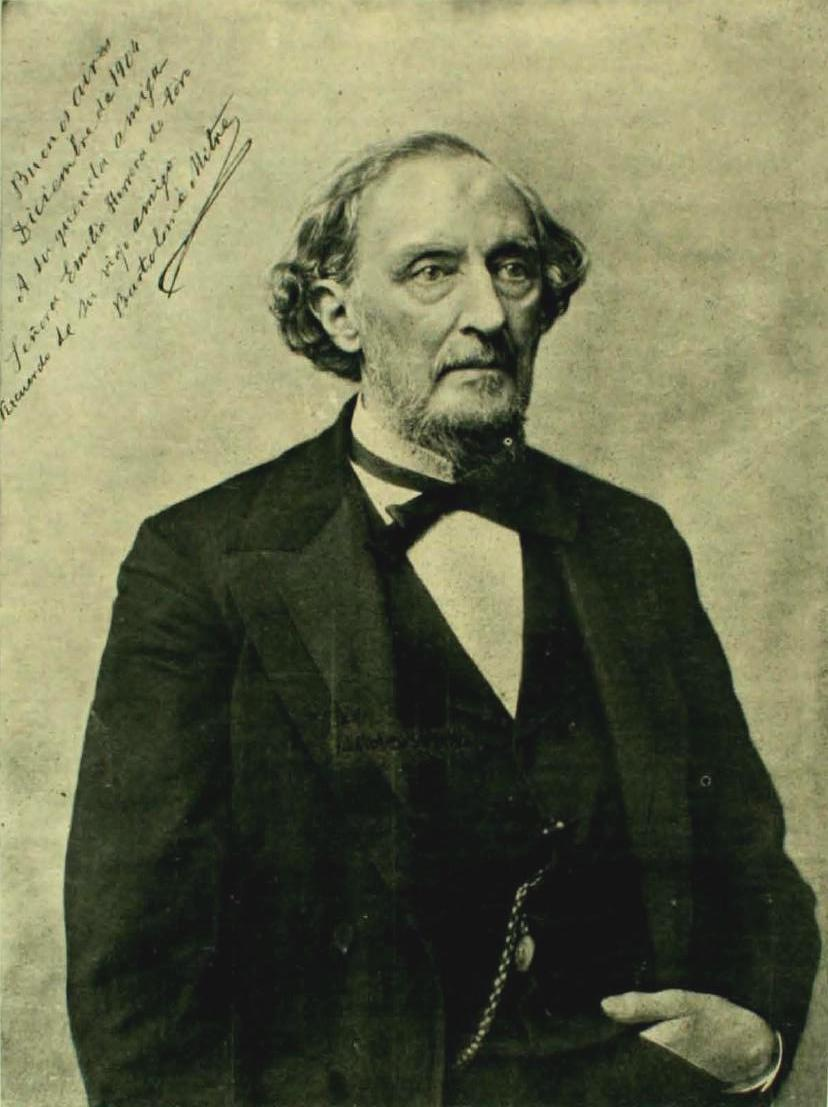
Fotografía Autografiada de Mitre. "Buenos Aires, diciembre de 1904. A su querida amiga Señora Emilia Herrera de Toro. Recuerdo de su viejo amigo Bartolome Mitre."

Falleció el 19 de enero de 1906; como consecuencia de una colitis que lo puso en cama y reagravada con la resistencia de su organismo a asimilar los alimentos. Una multitud acompañó sus restos hasta el Cementerio de la Recoleta, donde descansan sus restos hasta hoy.
Fue uno de los personajes más homenajeados en vida en la historia argentina; la calle Mitre fue llamada así en su honor en una ceremonia que él mismo presidió; al bajar de la presidencia, una suscripción popular permitió la compra de una casa que le fue obsequiada. Allí funciona en la actualidad el Museo Mitre.
El diario La Nación ha continuado siendo uno de los más influyentes de la Argentina hasta la actualidad, y siempre ha sido dirigido por sus descendientes.

## La masonería
Las complejas relaciones entre Mitre, Urquiza y Derqui, e incluso la insólita retirada de Urquiza del campo de batalla de Pavón han sido explicadas por algunos autores como consecuencia de su común pertenencia a la masonería.
En efecto, el 21 de julio de 1860, Mitre, Urquiza, Derqui, Domingo Faustino Sarmiento, y Juan Andrés Gelly y Obes habían asumido el Grado 33.º en el Gran Templo de la Masonería Argentina, de libres y aceptados Masones, que en aquellos años tenía su sede en el segundo piso del Teatro Colón, situado en aquel entonces en el solar que hoy ocupa la sede central del Banco de la Nación Argentina, frente a la Plaza de Mayo.
El 24 de agosto de 1893, Mitre asumió el cargo de Gran Maestre, de la Gran Logia de la Masonería Argentina. El 15 de junio de 1901 la Respetable Logia Unión N° 17 designó a Bartolomé Mitre miembro honorario de la misma, a propuesta de Juan Francisco de Larrechea. Se le hizo entrega de un diploma hecho en pergamino y una medalla de oro, mandada acuñar para tal efecto. A los 81 años de edad, el 17 de julio de 1903, al constituirse la primera Respetable Logia Mitre N.º 184 de Villa Libertad, provincia de Entre Ríos, se le propuso ser su Venerable Maestro de Honor.

## Labor como historiador

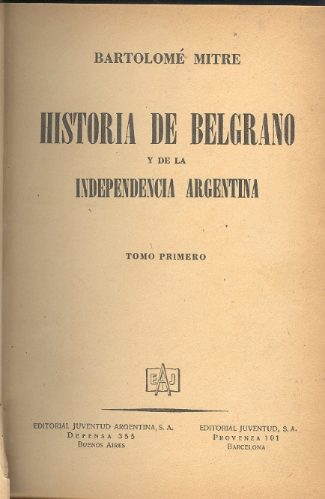
Historia de Belgrano y de la independencia argentina, de Bartolomé Mitre.

Su labor como historiador comprendió obras, memorias, artículos periodísticos, discursos y una intensa labor recopilando documentos, ordenando archivos, fundando y organizando instituciones.
Sus obras, Historia de Belgrano y de la Independencia Argentina (de 1859, cuya cuarta edición ampliada es de 1889), los tres volúmenes de la Historia de San Martín y de la Emancipación Sudamericana (1887, 1888, y 1890), considerada obra fundadora de la historiografía erudita en el país, y la Oración que pronunció con motivo del centenario del nacimiento de Bernardino Rivadavia forman una historia de la Argentina.
Mantuvo correspondencia con la nieta del libertador José de San Martín, quien vivió y murió en París en 1927, doña Josefa Dominga Balcarce, de donde obtuvo información de primera mano para la mencionada obra, Historia de San Martín.
Historiadores posteriores, como Adolfo Saldías y José María Rosa han cuestionado fuertemente su labor como historiador y la interpretación dominante del siglo XIX argentino que se desprende de ella, dando lugar al llamado revisionismo histórico.
Se dedicó a traducir del italiano la Divina Comedia de Dante Alighieri. Tradujo, además, la Eneida de Virgilio, las Horacianas de Horacio y también a varios autores de su época como Victor Hugo y Longfellow. Su labor como bibliógrafo y lingüista le permitió reunir una de las mejores bibliotecas sobre lenguas americanas, cuyo Catálogo Razonado fue publicado póstumamente por el Museo Mitre, que se creó en 1907 gracias a las donaciones que él dejó de su biblioteca, colecciones, archivos y muebles de su casa.
La mencionada Historia de Belgrano originó un par de polémicas. La primera con Dalmacio Vélez Sársfield, iniciada en 1854 en forma periodística y que se sintetizó en dos libros de 1864: el de Vélez Sársfield, llamado Rectificaciones Históricas: General Belgrano, General Güemes; y el de Mitre: Estudios Históricos sobre la Revolución de Mayo: Belgrano y Güemes. La polémica se refirió a sucesos históricos y a su interpretación, rozando además cuestiones vinculadas con el concepto de ciencias históricas. En este último aspecto fue más importante la polémica que tuvo con Vicente Fidel López producida a raíz de la aparición de la tercera edición de la Historia de Belgrano, de la cual resultaron dos libros: de parte de López su Debate Histórico, Refutaciones a las comprobaciones históricas sobre la Historia de Belgrano; y de parte de Mitre las Nuevas comprobaciones sobre historia argentina (1882).
El 4 de enero de 1870 mientras se libraban los últimos combates de la Guerra del Paraguay y con una tirada de mil ejemplares se hizo pública la primera edición del diario La Nación fundado por Bartolomé Mitre bajo la consigna La Nación será una tribuna de doctrina. Actualmente este diario, con 150 años de trayectoria, es uno de los de mayor tirada de la Argentina.

## Matrimonio e hijos
Mitre se casó el 11 de enero de 1841 en la Catedral Metropolitana de Montevideo con Delfina María Luisa de Vedia Pérez (12/12/1819-06/09/1882). Con ella tuvo seis hijos:
| Nombre                                 | Nacimiento | Defunción  |
| -------------------------------------- | ---------- | ---------- |
| Delfina Josefa Ambrosia Mitre y Vedia  | 14/04/1843 | 05/03/1933 |
| Bartolomé Nicolás Manuel Mitre y Vedia | 14/03/1845 | 20/04/1900 |
| Josefina Benita Mitre y Vedia          | 19/03/1847 | 20/07/1925 |
| Jorge Mariano Mitre y Vedia            | 24/08/1852 | 17/10/1870 |
| Emilio Edelmiro Mitre y Vedia          | 08/12/1853 | 26/05/1909 |
| Adolfo Emiliano Mauricio Mitre y Vedia | 06/05/1859 | 21/10/1884 |

## Honores

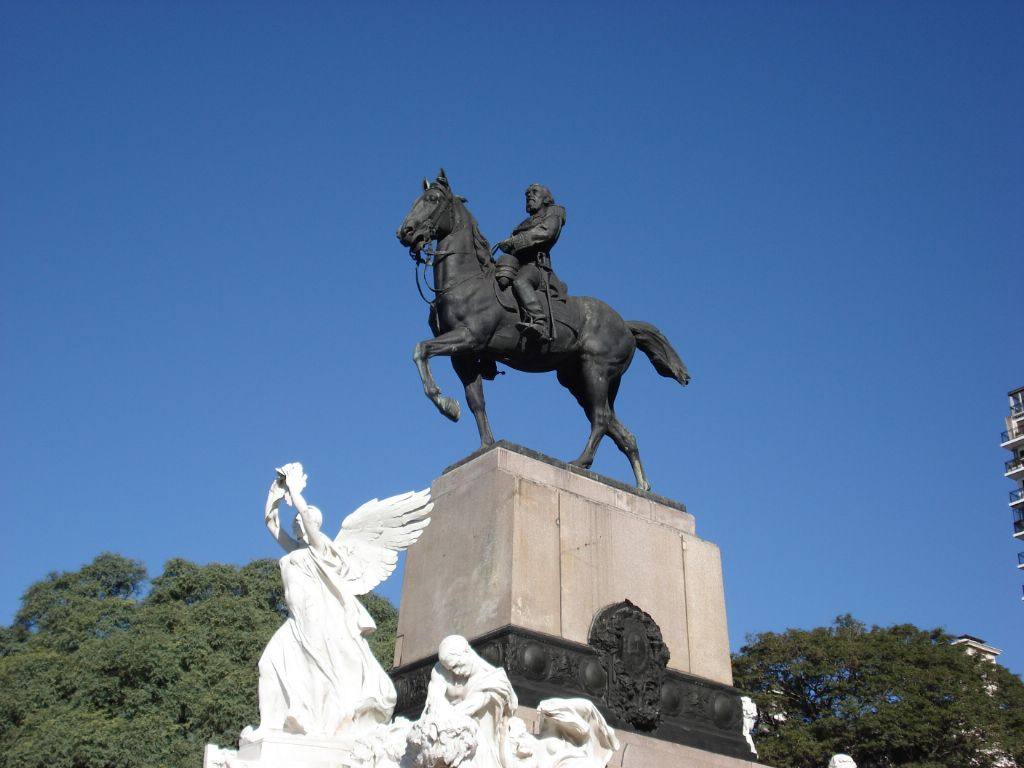
Monumento a Mitre en Buenos Aires.

### Eponimia
- Club Atlético Mitre, institución deportiva de Santiago del Estero.
- Club Atlético Bartolomé Mitre, institución deportiva de  Posadas.
- Ferrocarril General Bartolomé Mitre, cuyos ramales tanto de pasajeros como de cargas recorren las provincias de Buenos Aires, Santa Fe, Córdoba, Santiago del Estero y Tucumán.
- Guardia Mitre, en Río Negro
- Península Mitre, isla Grande de Tierra del Fuego
- Puerto Mitre, islas Malvinas
- Parque Mitre, en ciudad de Corrientes.
- Centenares de calles llevan su nombre, en Argentina y también la tiene en Bolivia[140]
- Ronda del General Mitre, avenida con su nombre en Barcelona (España).
- Puente Bartolomé Mitre (sobre territorio de la Provincia de Buenos Aires), integrante del Complejo Ferrovial Zárate-Brazo Largo.
- David Calandra (1856-1915) escultor del monumento de Bartolomé Mitre (Plaza Mitre), CABA
- Grupo de Artillería 10 «Teniente General Bartolomé Mitre», Ejército Argentino.